# Maja Oterdahl
Maria (Maja) Christina Oterdahl, född 8 juli 1882, död 5 maj 1955 i Göteborg, var en svensk målare och lärare.
Oterdahl studerade konst vid Valands konsthögskola för Carl Wilhelmson, varefter hon genomgick högre lärarinneseminarium i Stockholm. Efter förtidspension från Malmö högre läroverk för flickor ägnade sig hon på allvar åt konst. Under studieuppehållen genomförde hon studieresor till Paris och Italien. 
Oterdahls produktion består av ornamentaliska fantasilandskap och figurmotiv av surrealistisk prägel samt nonfigurativa kompositioner i pastell eller akvarell.